# Caroline Keulen-Tillie
Pour les articles homonymes, voir Tillie.
Caroline Keulen-Tillie, née vers 1957 à Groningue, est une joueuse internationale néerlandaise de volley-ball.

## Biographie
Caroline Keulen est née en 1956 ou 1957 à Groningue de Gerlof et Froukje Keulen, originaires de la Frise.
Elle compte 246 sélections avec l'équipe des Pays-Bas féminine de volley-ball, disputant notamment le Championnat d'Europe féminin de volley-ball 1985 où les Pays-Bas, pays hôte de la compétition, terminent troisièmes. Elle entraîne par la suite les équipes de jeunes de l'US Cagnes Volley-ball.
En club, elle est quintuple championne des Pays-Bas et finaliste de la Coupe des champions en 1982 avec le DVC Dokkum.

## Famille
Elle rencontre lors du Championnat d'Europe féminin de volley-ball 1985 Laurent Tillie, international français, qui dispute le Championnat d'Europe masculin de volley-ball 1985 qui est organisé simultanément aux Pays-Bas ; les deux se marient en décembre 1987. Le couple a trois enfants : Kim et Killian sont professionnels de basket-ball, alors que Kévin, international français de volley-ball, est devenu champion olympique à Tokyo en août 2021,.